# Apomecyna bizonata
Apomecyna bizonata är en skalbaggsart som beskrevs av Stefan von Breuning 1969. Apomecyna bizonata ingår i släktet Apomecyna och familjen långhorningar. Inga underarter finns listade i Catalogue of Life.